# Drepanepteryx fuscata
Drepanepteryx fuscata är en insektsart som beskrevs av Nakahara 1960. Drepanepteryx fuscata ingår i släktet Drepanepteryx och familjen florsländor. Inga underarter finns listade i Catalogue of Life.